# Secondary School Leaving Certificate
Das Secondary School Leaving Certificate (SSLC) ist einer der möglichen Abschlüsse der 10. Klasse an Schulen in den indischen Bundesstaaten Karnataka, Kerala und Tamil Nadu, die an das Secondary Education Board des jeweiligen Bundesstaates angegliedert sind.